# Calliandra crassipes
Calliandra crassipes är en ärtväxtart som beskrevs av George Bentham. Calliandra crassipes ingår i släktet Calliandra och familjen ärtväxter. Inga underarter finns listade i Catalogue of Life.